# La Fureur du fleuve
La Fureur du fleuve est un roman de fantasy écrit par Robin Hobb. Traduction française de la première moitié du livre original Dragon Haven publié en 2010, il a été publié en français le 12 mars 2011 aux éditions Pygmalion et constitue le troisième tome du cycle Les Cités des Anciens.

## Résumé
Relpda, le dragon cuivré femelle, très affaibli par des parasites, a de plus été blessé par Sédric Meldar qui a prélevé son sang dans le but de le revendre à prix d'or en Chalcède. Mais, mû par une étrange envie, ce dernier a bu ce sang et un lien télépathique a été créé entre l'homme et le dragon.
Au sein des gardiens, Graffe prend de plus en plus l'ascendance sur le groupe et essaie de régenter les différents couples qui se forment ; seule Thymara s'oppose ouvertement à cette prise de pouvoir.
Un tremblement de terre survient ; il est suivi peu de temps après par une énorme vague d'eau très acide qui emporte tout sur son passage, y compris le Mataf et les dragons. Relpda se retrouve isolée avec Sédric ; cette situation va resserrer les liens qui les unissent, Sédric parvenant dans un premier temps à éviter que Relpda se noie puis, quand le chasseur Jess Torkef se présente avec l'envie de tuer le dragon à des fins lucratives, il s'oppose à lui et aide Relpda à le tuer. Un autre chasseur, Carson Lupskip, parti à la recherche des dragons et de leurs gardiens, parvient à les retrouver. En parallèle, le capitaine Leftrin réussit, avec sa vivenef, à récupérer les autres dragons et gardiens. Un seul gardien, Houarkenn, est retrouvé mort.